# Dörverden
Dörverden is een gemeente in de Duitse deelstaat Nedersaksen, gelegen in de Landkreis Verden. Dörverden telt 9.014 inwoners. Naburige gemeenten zijn onder andere Achim, Kirchlinteln en Langwedel.

## Plaatsen in de gemeente Dörverden
- Ahnebergen, aan de Aller ten noordoosten van Dörverden, ca. 200 inwoners
- Barme, in de bossen aan de zuidrand van Dörverden, met de voormalige Eibia-locatie en het zuidelijke buurtje Drübber, 1.100 inwoners
- Barnstedt, aan de Aller ten zuiden van Ahnebergen, <100 inwoners
- Diensthop, aan de oostkant van Barme, <100 inwoners
- Dörverden-dorp, hoofdplaats van de gemeente, zetel van het gemeentebestuur, met ca. 3.000 inwoners
- Geestefeld, ten N. van Stedorf, <100 inwoners
- Hülsen, 1100 inw., 2 km ten zuiden van Westen, aan de Aller
- Stedebergen, aan de Wezer, ten N. van Dörverden ( ca. 200 inw.)
- Stedorf, in feite nu als een noordelijke wijk aan Dörverden-dorp vastgebouwd, met ca. 2.000 inwoners
- Wahnebergen, ca. 600 inwoners
- Westen, 5 km ten oosten van Dörverden, ca. 1.300 inwoners

### Ligging, verkeer, vervoer
De gemeente ligt aan de oostoever van de Wezer, tussen Nienburg/Weser en Verden. Deze laatste stad ligt maar 7 km ten noorden van het dorp Dörverden. De oostelijke dorpen in de gemeente, Hülsen en Westen, liggen aan de Aller, die even ten noorden van Verden in de Wezer uitmondt.

### Wegverkeer
Dörverden ligt aan de Bundesstraße 215 Nienburg/Weser- Verden. Vijf km ten zuiden van Dörverden, tussen Hassel en het stadje Hoya, beide in de Samtgemeinde Grafschaft Hoya, is een brug over de Wezer, vanwaar men westwaarts rijdt naar Bruchhausen-Vilsen.
Ten noorden en oosten van de stad Verden loopt de Autobahn A27. Via afrit 25 van deze autosnelweg bereikt men Bremen na (afhankelijk van het stadsdeel) 30 à 40 km.

### Scheepvaartverkeer
Zowel de Wezer als de Aller stromen door de gemeente. Er zijn, afgezien van een aanlegsteiger voor rondvaartboten aan de Wezer, geen havenfaciliteiten van betekenis. Ten noorden van Dörverden kan de scheepvaart een meander in de Wezer afsnijden via een kort kanaal met een sluis erin.

### Openbaar vervoer
Station Dörverden ligt aan de spoorlijn Wunstorf - Bremerhaven. Ieder uur stopt er een stoptrein in beide richtingen.
Openbaar vervoer binnen de gemeente is verder beperkt. Bussen (o.a. de lijn Hülsen-Westen-Dörverden-Verden v.v.) rijden doorgaans alleen in de ochtendspits en in de middag, na het laatste lesuur van de middelbare scholen in de regio, en zaterdagochtend 2 x per dag.
De gemeente stimuleert forensen en scholieren voor de dagelijkse rit zo veel mogelijk de fiets te gebruiken.

## Economie
Op de plaats waar nabij Hülsen aan de Aller van 1912 tot 1924 een kalimijn werd geëxploiteerd en waar daarna enige tijd een munitiedepot gevestigd was, is thans een middelgrote fabriek (350 werknemers) van LED-lampen en -armaturen, vooral voor toepassing in bedrijfsgebouwen, gevestigd. Dit bedrijf exporteert ook naar Nederland.
Ten noordwesten van Dörverden staat aan de Wezer een grote elektriciteitscentrale met eigen binnenhaven voor de aanvoer van brandstof.
De voormalige Eibia-locatie is deels in gebruik als bedrijfsterrein van een groot aannemersbedrijf, dat zich op de aanleg van spoorlijnen heeft toegelegd, met name vanuit (door het bedrijf zelf ontwikkelde) machines en speciale voertuigen, die zelf ook op spoorrails rijden. Dit bedrijf voert af en toe ook projecten in Nederland en België uit. Het bedrijfsterrein te Dörverden-Barme is voorzien van een eigen rangeerterrein, waar de speciale werktreinen geparkeerd kunnen worden.
Diverse boeren in de gemeente verbouwen grote hoeveelheden asperges, de culinaire specialiteit van de streek.
Binnen de dienstensector valt op, dat in de gemeente een naar verhouding groot bejaardentehuis staat.
In de gemeente is enig toerisme (o.a. fietsroutes, rondvaarten).

## Geschiedenis
Zeker vanaf de Jonge Steentijd is het gebied van Dörverden al bewoond. De mensen van de Trechterbekercultuur (plm. 3000 v.C.) lieten er sporen achter, die bij archeologisch onderzoek aan het licht zijn gekomen. Ook uit de Bronstijd en IJzertijd zijn dergelijke sporen ontdekt.
Dörverden en Westen deelden vanaf de middeleeuwen de geschiedenis van het Hertogdom Verden, dat na de Vrede van Osnabrück in 1648 in Bremen-Verden kwam te liggen, dat aan de koningen van Zweden behoorde. In 1715 werd het door Denemarken veroverd en daarna afgestaan aan het Hertogdom Brunswijk-Lüneburg; vanaf het eind van de Napoleontische tijd viel het gebied toe aan het Koninkrijk Hannover, dat in 1866 opging in het Koninkrijk Pruisen, en daarna in het Duitse Keizerrijk.
Van 1905 tot 1966 lagen de dorpen Hülsen (dat, evenals Ahnebergen, van 1912-1924 een kalimijn had) en Westen aan een lokaal spoorlijntje van Schwarmstedt naar de stad Verden. Rond 1992 werd ook het goederenvervoer op dit lijntje gestaakt en werden de spoorrails verwijderd. Hülsen had tijdens en kort na de Tweede Wereldoorlog een munitiebunker, die daarna tot vluchtelingenkamp werd omgebouwd. Toen rond 1955 de hier ondergebrachte Heimatvertriebene in gewone nieuwbouwwoningen in het dorp waren getrokken, werd dit complex deels gesloopt en deels verkocht aan een industrieel, die er een lampenfabriek begon.

### Eibia-fabriek en nazi-kampen

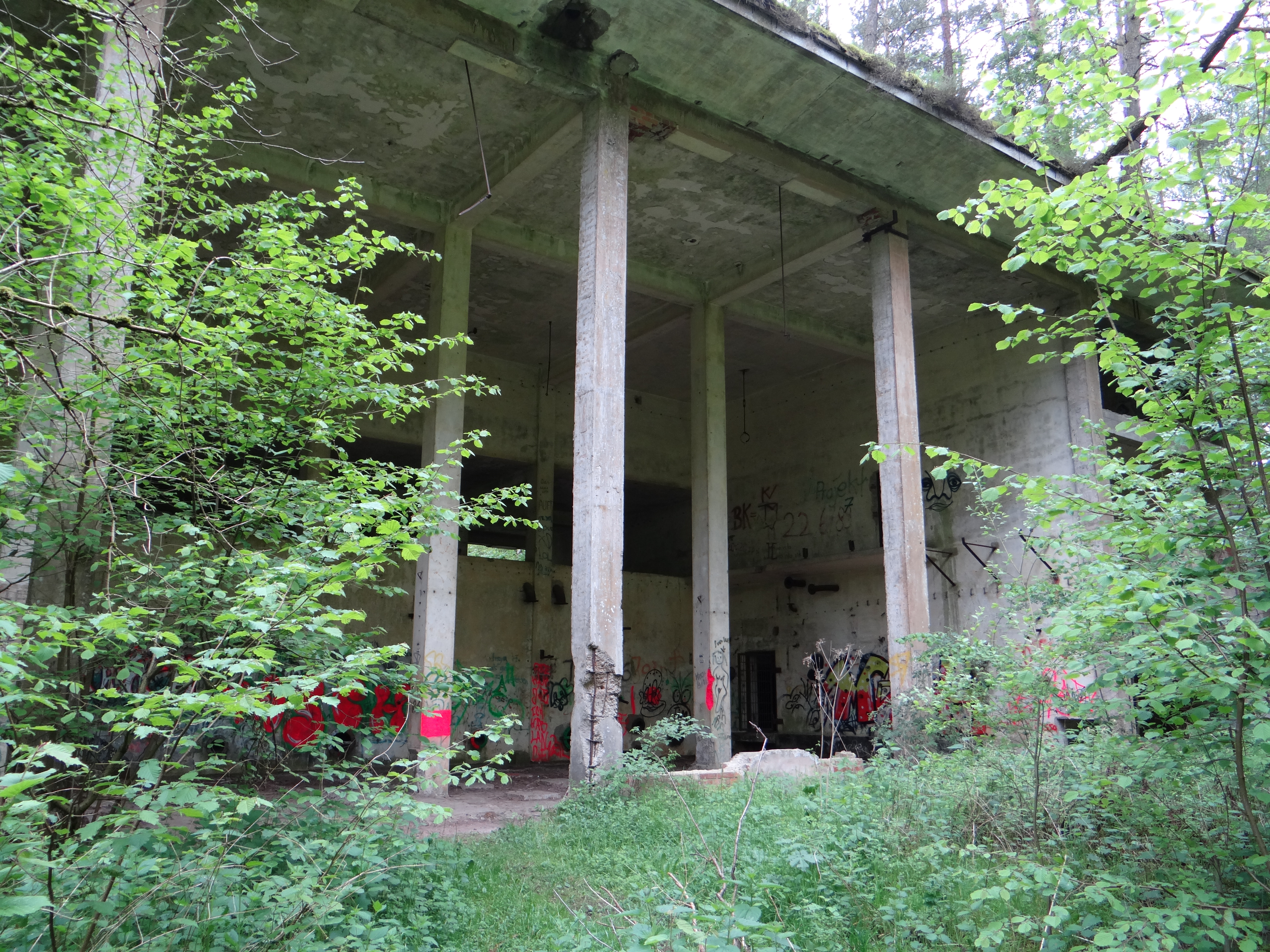
Restant van grondwater-filterinstallatie van het Eibia-complex Weser
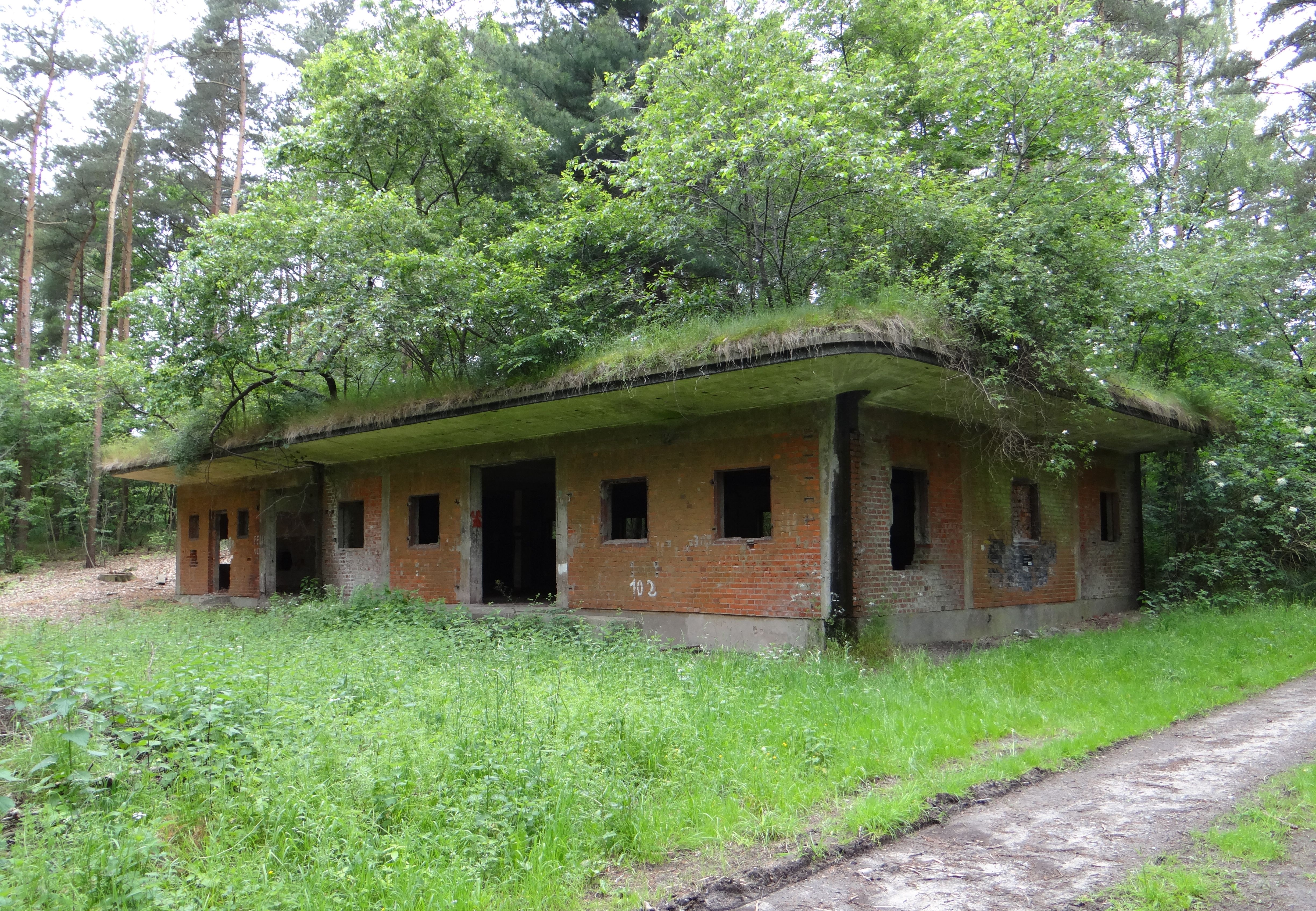
Voormalig personeelsverblijf van het Eibia-complex Weser
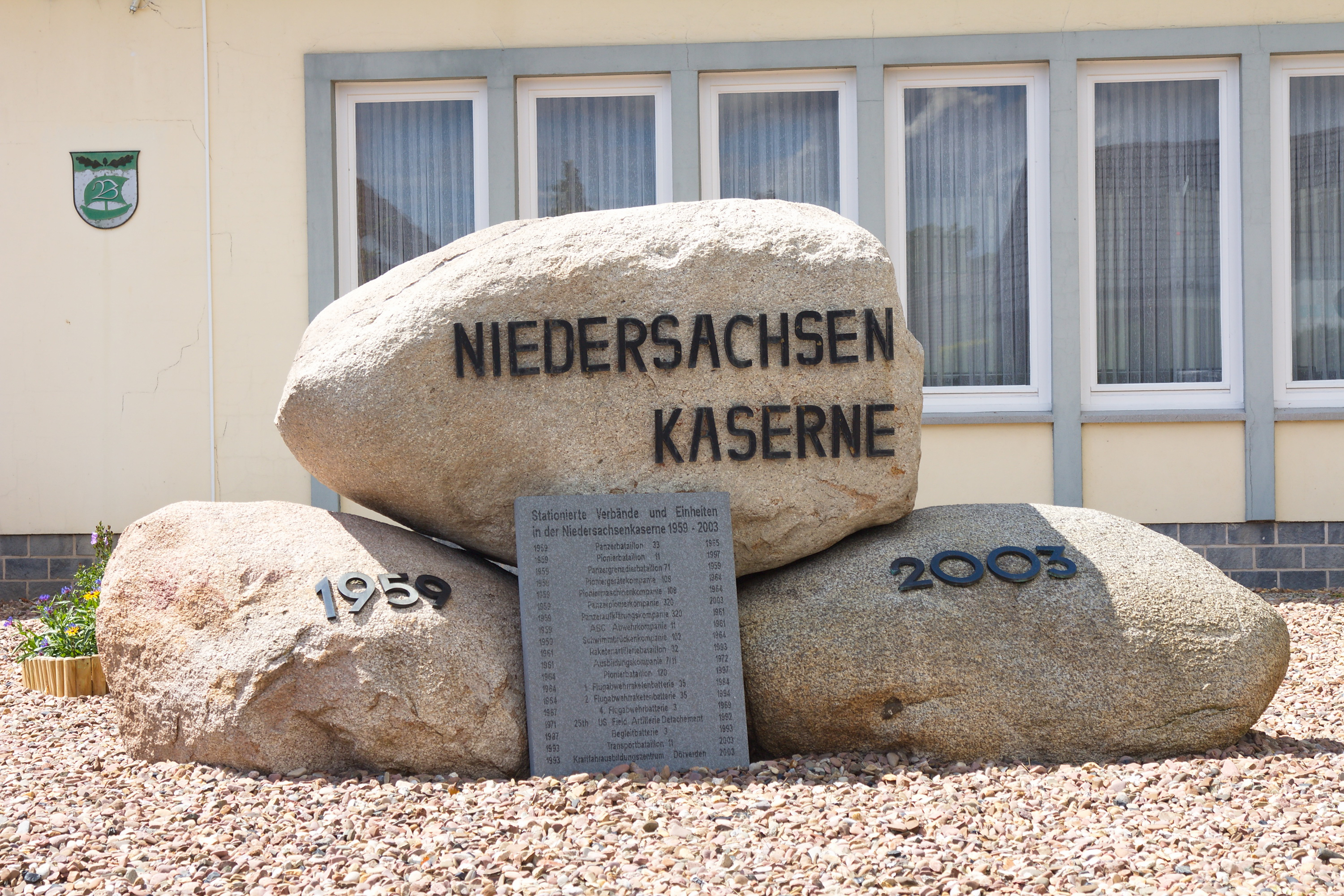
Gedenksteen bij de voormalige kazerne
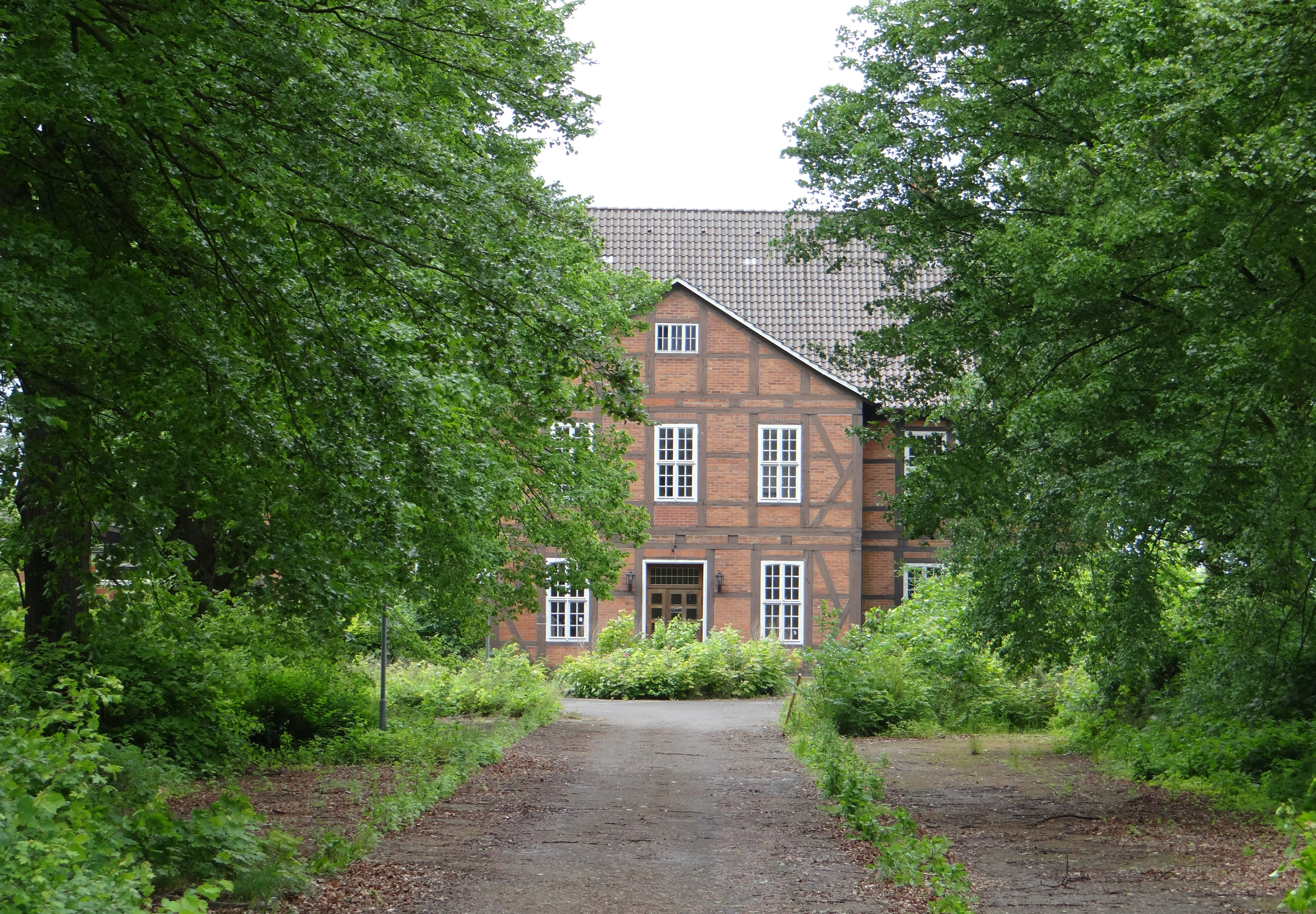
Herenhuis Heisenhof, 2014
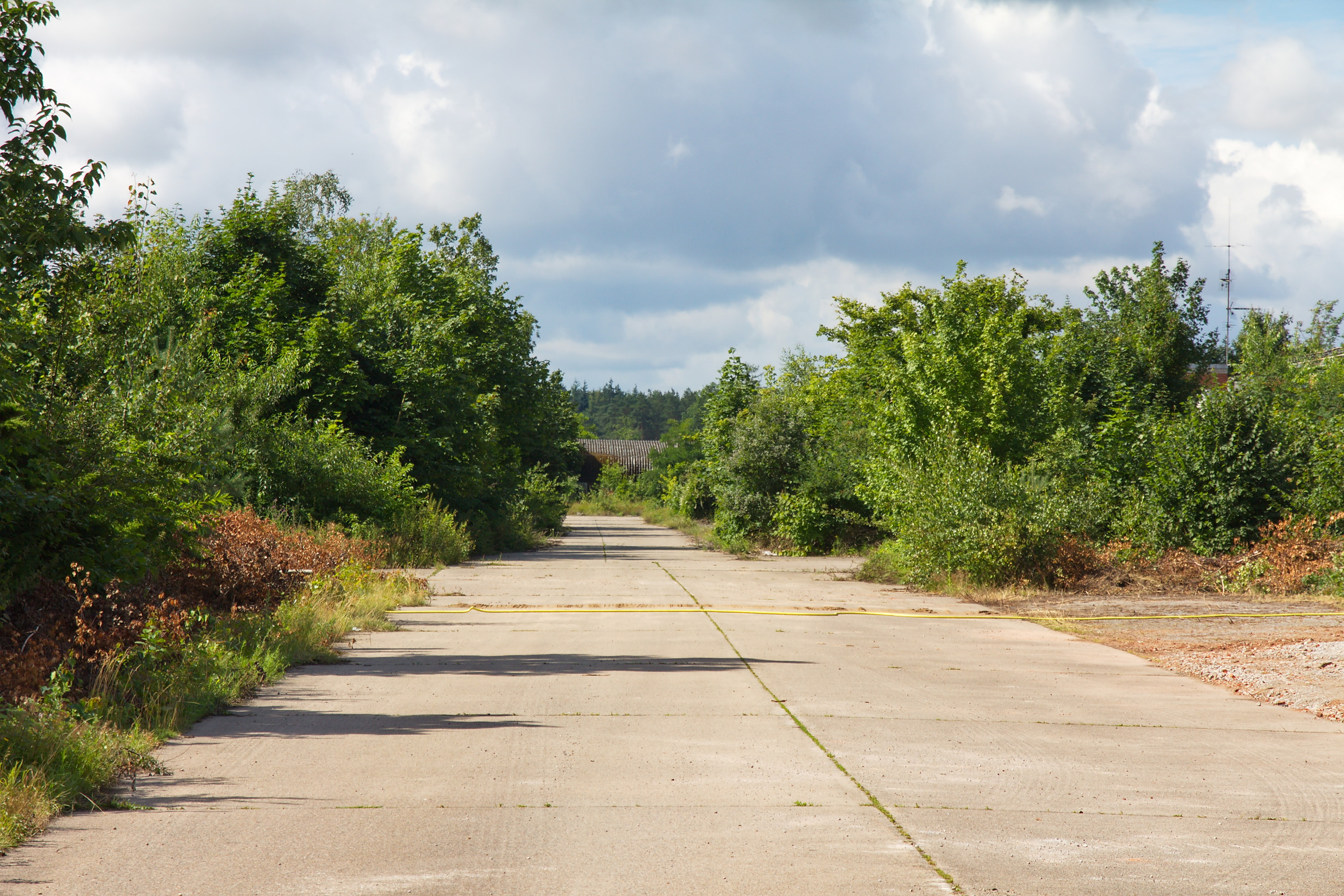
De voormalige kazerne (in WO II Eibia-munitiefabriek)

#### Tot 1945
In Dörverden, Ortsteil Barme, werd in 1938 door de firma Wolff uit Bomlitz, die daar al meer dan honderd jaar buskruit en andere springstoffen had geproduceerd, voor haar dochteronderneming, het chemische bedrijf Eibia, van plaatselijke boeren ca. 425 hectare grond gekocht. Op het terrein werd (evenals in de Samtgemeinde Liebenau) een munitiefabriek gebouwd. Deze kreeg de codenaam Weser. De fabriek was goed gecamoufleerd (o.a. deels ondergronds of met begroeid plat dak) ter voorkoming van geallieerde luchtaanvallen. In Dörverden werd vooral munitie voor handvuurwapens en machinepistolen gemaakt. Bij de afbouw van de fabriek door de Organisation Todt (die daarvoor over een houten barakkenkamp beschikte, waar de omstandigheden voor de dwangarbeiders te vergelijken waren met die in een concentratiekamp), en bij de productie in de fabriek (1941-1945) werden op grote schaal dwangarbeiders ingezet. De productie, gedurende de gehele oorlog 5.000 ton kruit, viel tegen; tijdens de oorlog ontstond een verschuiving in de vraag naar andersoortige munitie. Een geplande uitbreiding, o.a. door de fabriek van een tweede eigen energiecentrale te voorzien, is dan ook niet doorgegaan.
Van de hier werkende arbeiders kwam 80% van buiten Duitsland, uit Italië, Frankrijk, België en Nederland (Arbeitseinsatz), maar ook uit de toenmalige Sovjet-Unie. Voor het gewone personeel werd o.a. het wooncomplex Steinlager gebouwd, waarvan een deel er nog staat. West-europese gevangenen, onder wie ook veel vrouwen, werden in redelijk goede, Oost-Europese in slechte accommodaties ondergebracht. Het beleid van de nazi's was, dat de Oost-Europeanen slechter werden behandeld - zij waren immers Untermenschen- dan de anderen, en het gevaarlijkste en zwaarste werk moesten doen. In het gehele complex zijn gedurende de nazi-tijd veel, vooral Russische, gevangenen omgekomen door uitputting, ondervoeding, mishandeling, dysenterie- en tyfusepidemieën, en doordat velen de doodstraf moesten ondergaan.

#### Na de Tweede Wereldoorlog
In april 1945 viel het gehele complex, ook de munitiefabriek, nagenoeg onbeschadigd in handen van de British Army. Het grote munitiedepot werd deels vernietigd, het kleinere te Diensthop, niet. Op het enorme terrein onderhield de Bundeswehr van 1958 tot 2004 een kazerne, de met 4.000 man bezette Niedersachsenkaserne, en te Diensthop een munitiedepot, van 1963 -1992 ook met kernwapens.

#### Heisenhof
In de 18e eeuw bezat een adellijke familie Von Ramdohr een landgoed ten zuiden van Dörverden. Het kwam in de vroege 20e eeuw in bezit van een familie Heisen (vandaar de huidige naam Heisenhof), die het verkocht aan Eibia. Deze firma gebruikte het pand als directiewoning en kantoorgebouw voor de administratie. Van 1957 tot 1996 was het deel van de nabijgelegen Bundeswehr-kazerne; er was o.a. een officierscasino in gevestigd. Na de sluiting van de kazerne kreeg een dubieuze, op eugenetica georiënteerde organisatie van de ultra-rechtse politicus Jürgen Rieger, die door sommigen als neonazi wordt beschouwd, het pand in eigendom. Regelmatig was de Heisenhof het toneel van extreemrechtse politieke manifestaties en extreemlinkse tegendemonstraties, waarbij het af en toe tot gewelddadige incidenten kwam. Het pand is, ondanks dat het meer dan 250 jaar oud is, geen bouwkundig monument. Het wegens o.a. het ontbreken van riolering onbewoonbaar verklaarde gebouw had reeds in 2011 gesloopt moeten zijn. Aan de rand van het terrein is het wildpark Wolfcenter gevestigd. Na divers juridisch getouwtrek is het sinds 2019 in bezit van een particuliere investeerder.

## Natuurschoon, bezienswaardigheden, toerisme
- De gemeente ligt aan de Wezer en de Aller. Langs de oevers van die rivieren lopen enige fietsroutes met fraaie vergezichten over het rivier- en oeverlandschap.
- De bossen in het oostelijke deel van de gemeente, o.a. bij Diensthop, zijn in de omgeving geliefde plekken om te wandelen.
- In de gemeente is een klein wildpark, vooral gericht op voorlichting over de omgang van de mens met wolven, met de naam Wolf-Center
- Het in 1760 gebouwde Amtshaus te Westen werd in 2006 gerestaureerd en is als zgn. Mehrgenerationenhaus[4] in gebruik voor velerlei doelen in o.a. het jeugd- en ouderenwerk en het verenigingswezen van het dorp.
- De evangelisch-lutherse Cosmas- en Damianuskerk te Dörverden dateert gedeeltelijk uit de periode tussen 1100 en 1300. De kerktoren is eind 19e-eeuws. In de kerktoren hangt een kerkklok uit de late 13e eeuw.
- De oude windmolens te Dörverden en Westen zijn beide nog maalvaardig. Af en toe zijn er demonstraties voor belangstellenden.
- De evangelisch-lutherse St. Annakerk te Westen is historisch interessant. Een plaatselijke heer, die tolrecht op de rivier de Aller bezat, liet in de 13e eeuw een ronde wachttoren bouwen. Later (14e en 18e eeuw) werd daar een kerkje aan vastgebouwd. De wachttoren is als kerktoren in gebruik genomen, één der zeer weinige ronde kerktorens in Duitsland.
- Aardig is het, van Otersen, gem. Kirchlinteln met het historische veerpontje de Aller over te steken naar het dorp Westen. Het pontveer is al sinds de 16e eeuw (met een onderbreking van 1967-1997) in gebruik. De veerboten werken op een door zonne-energie aangedreven elektromotor.
- In enkele dorpen , o.a. Ahnebergen en Wahnebergen, staan nog enige van de voor de streek karakteristieke, 17e- tot 19e-eeuwse vakwerkboerderijen van het hallenhuis-type, die zijn voorzien van een grote ingangsdeur en van een nokbalkversiering in de vorm van paardenhoofden (in het plaatselijk dialect "Grootdör und Peerköppe"). Zie ook het dorpswapen van Ahnebergen.
- Tochtjes per rondvaartboot over de Wezer naar o.a. Bremen en Hamelen kan men te Dörverden boeken.
- Recreatieplas met camping Stedeberger See of Landwehrsee, dicht bij de Wezer, tussen Stedebergen en Dörverden, met beperkte watersportmogelijkheden.

## Afbeeldingen

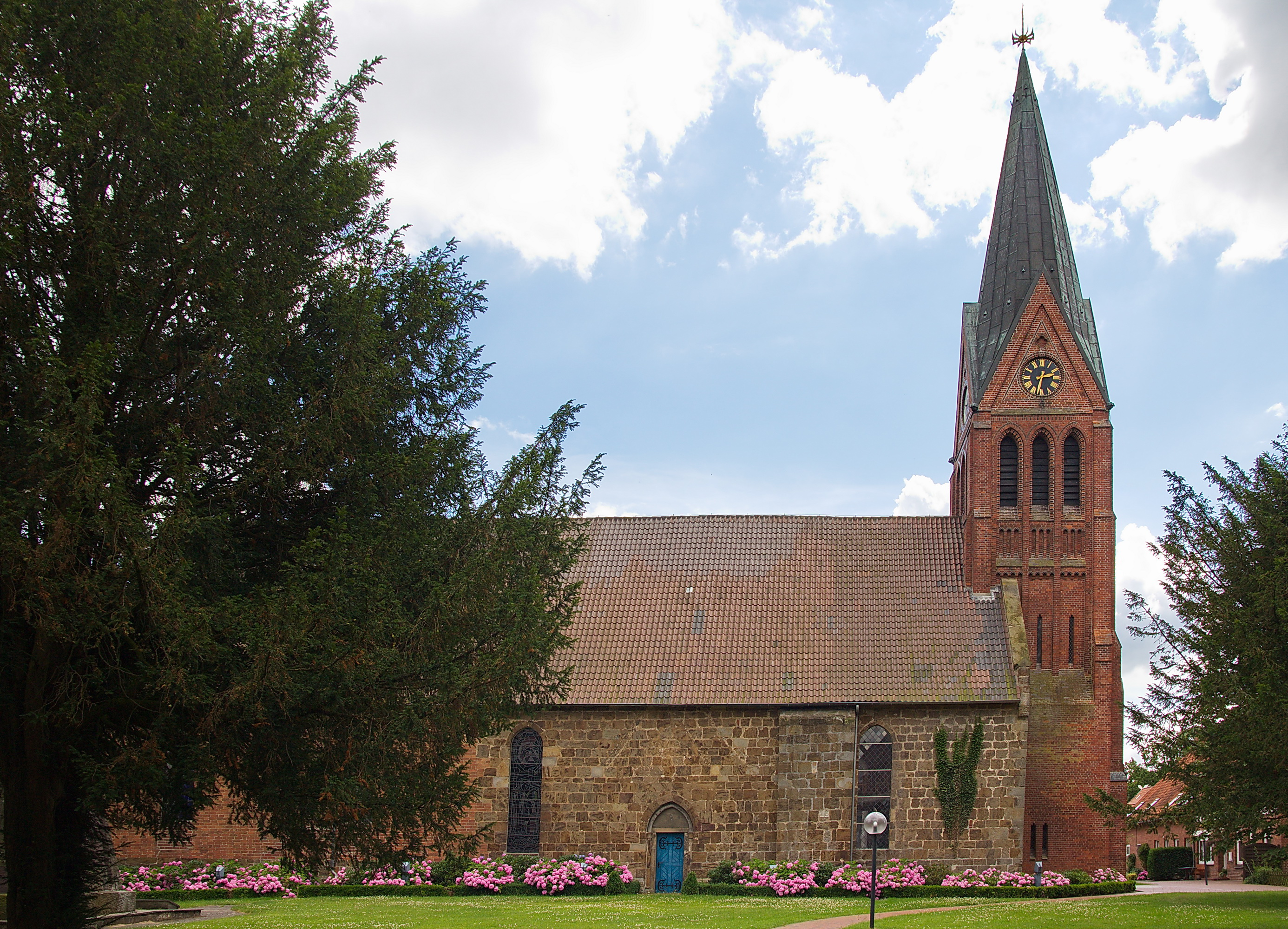
Evang.-lutherse Cosmas-en Damianuskerk, Dörverden
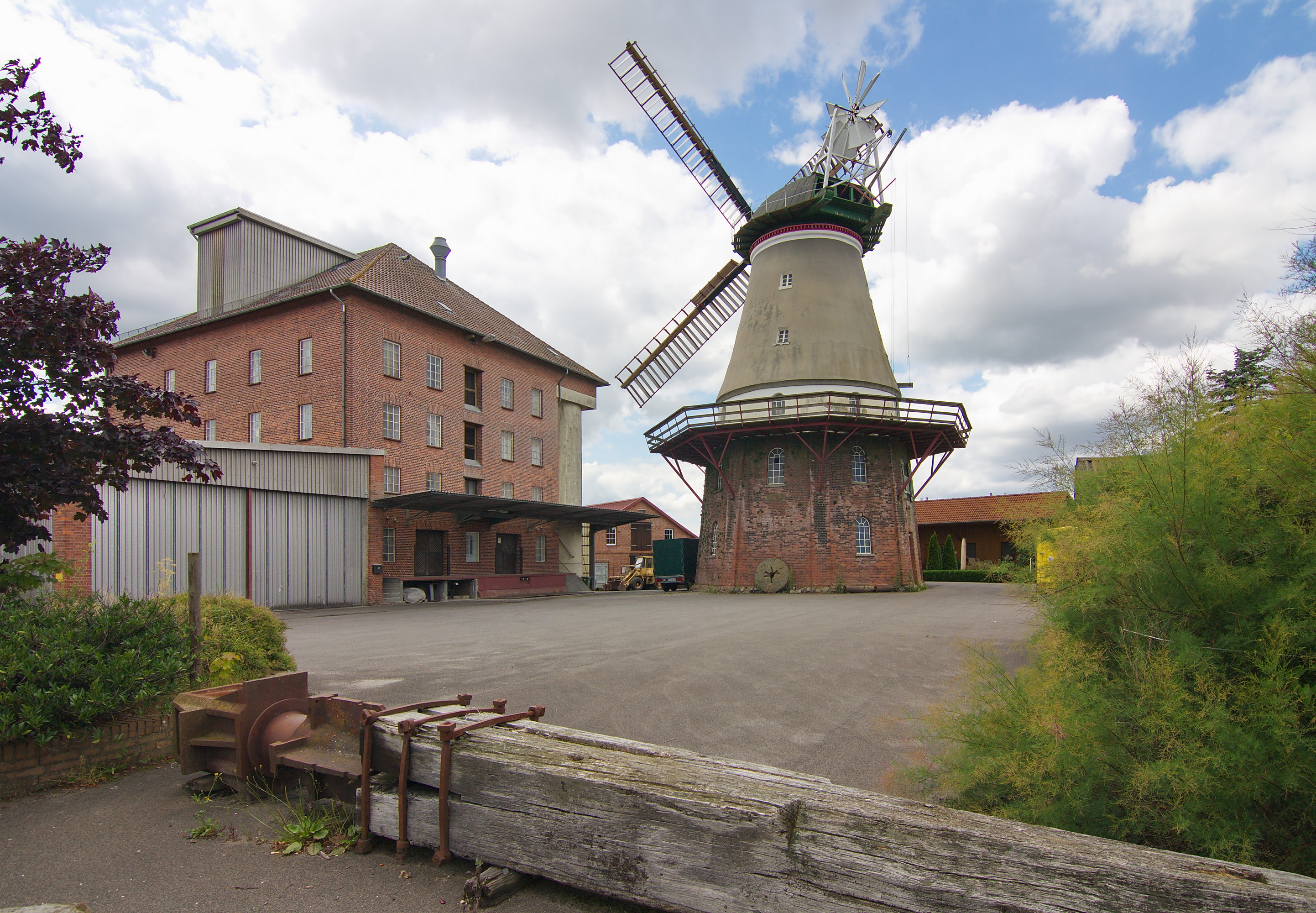
Windmolen te Dörverden gebouwd in 1857
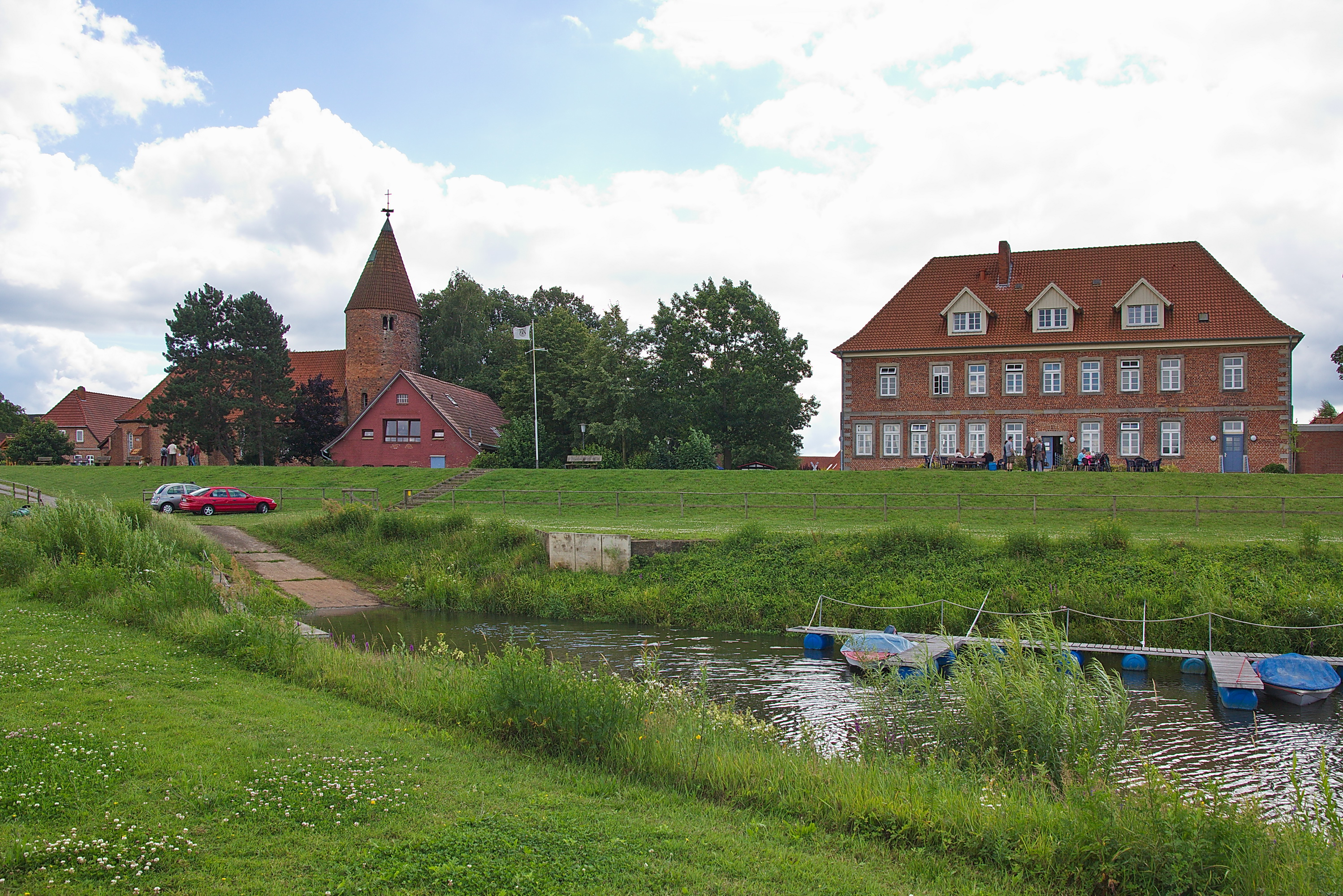
Amtshaus en haventje aan de Aller te Westen
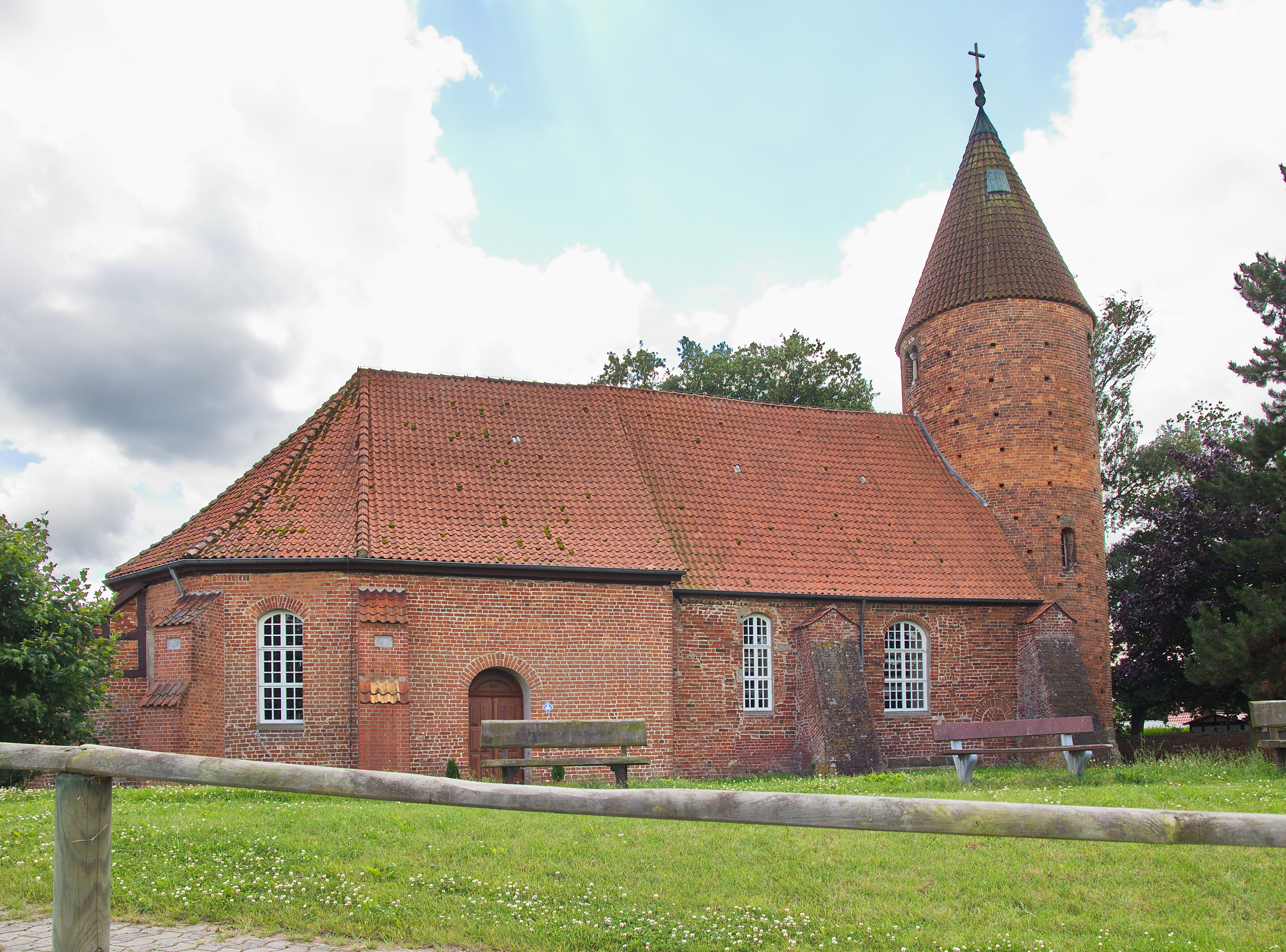
St. Annakerk te Westen
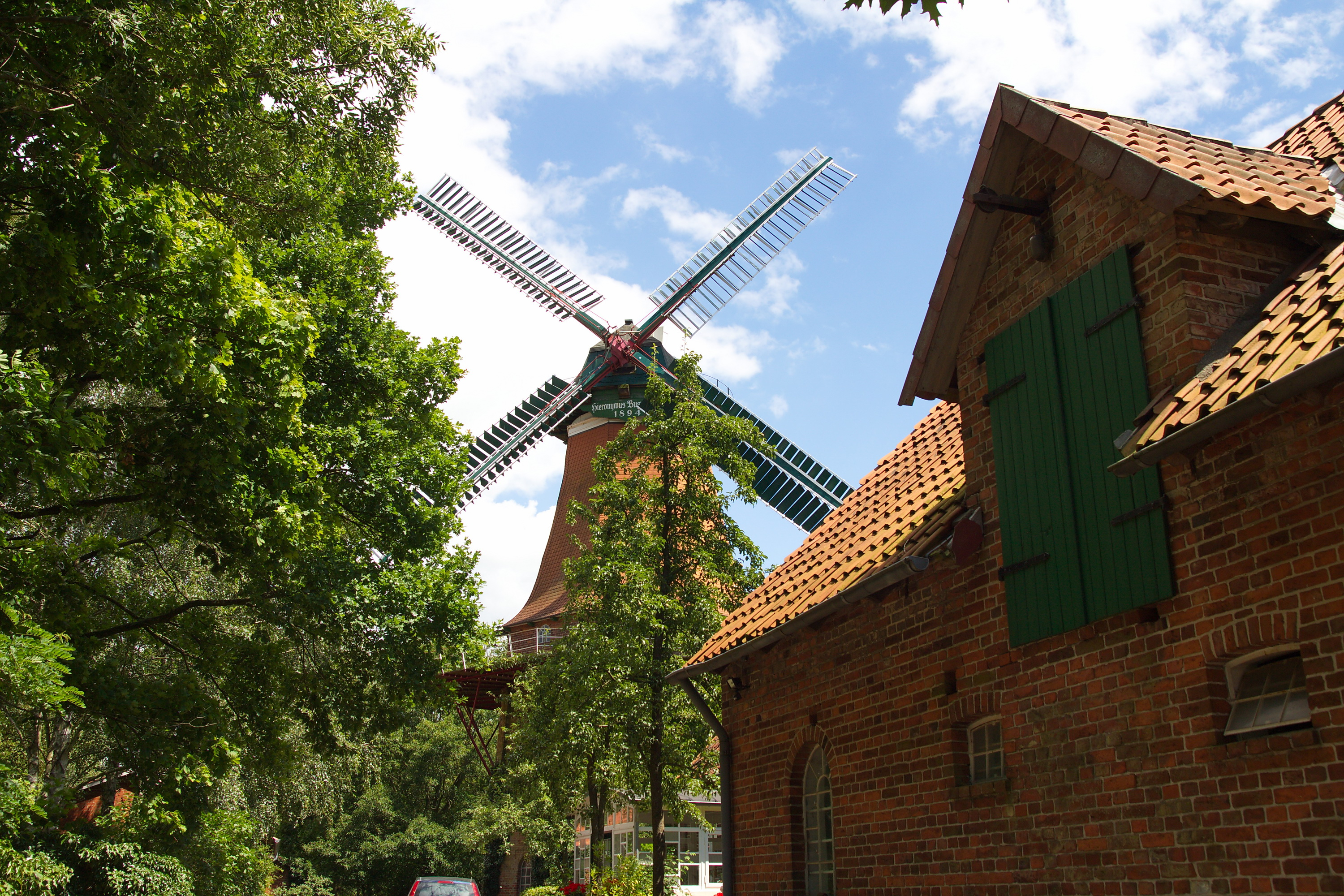
Windmolen te Westen (1894)
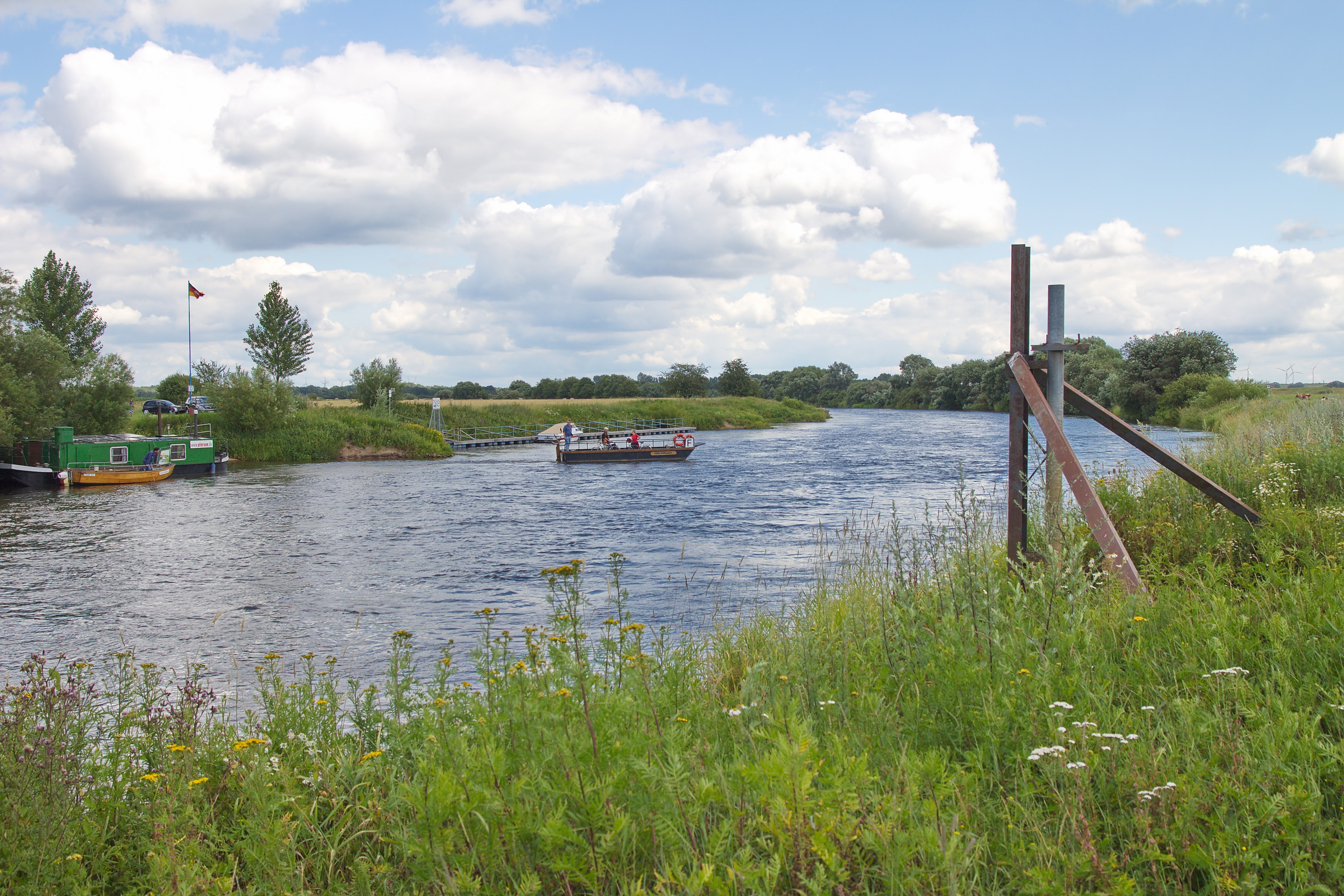
Pontveer Westen - Otersen
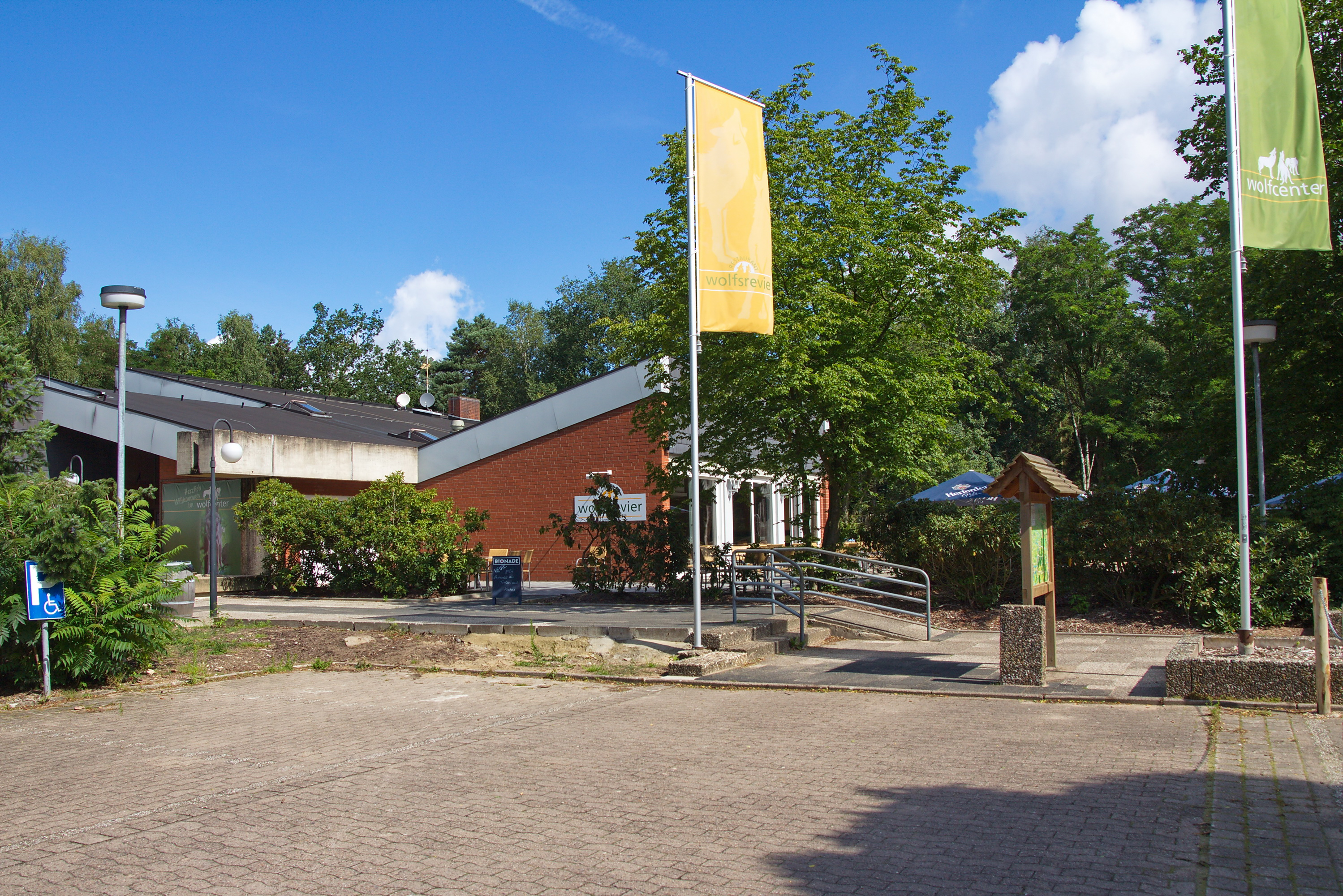
Wildpark Wolfcenter, Barme
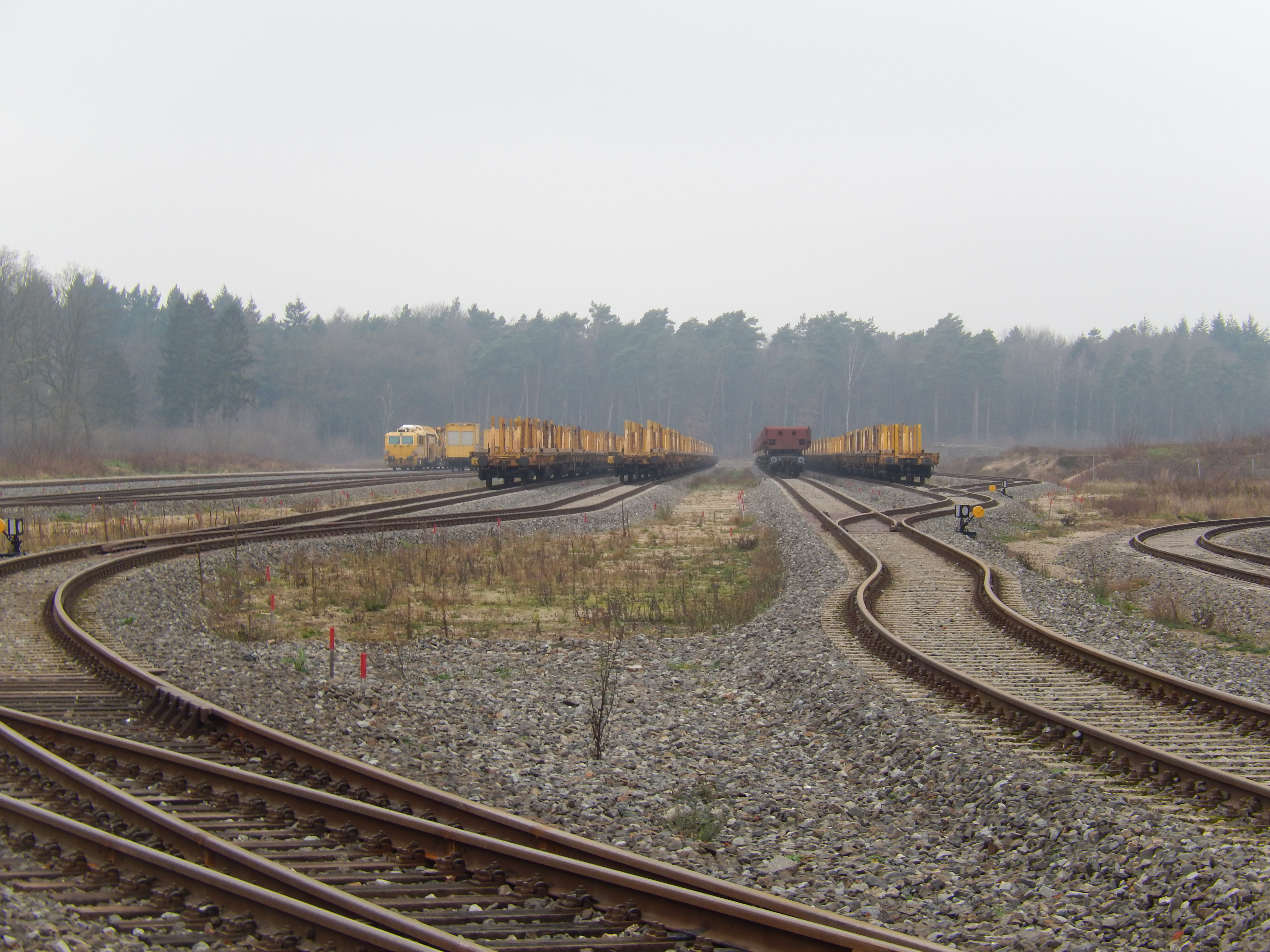
Fa. H.F. Wiebe spoorwegbouw, rangeerterrein te Barme